# Novas Oportunidades
O programa Novas Oportunidades foi uma iniciativa do Governo Português que pretendeu facilitar o acesso à escolaridade por parte da população, visando aumentar a percentagem de escolaridade de Portugal. 
Pretendia ainda disponibilizar aos alunos do Ensino Secundário a possibilidade de poderem aprender uma profissão com equivalência ao 12.º ano de escolaridade, visando diminuir o número de alunos que desistem da escola após terminarem o 9.º ano de escolaridade, e dar àqueles que não tiveram oportunidade de estudar, verem as suas competências reconhecidas com um grau escolar previamente sustentado e estabelecido de acordo com critérios específicos. 
Este programa tinha a validade e credibilidade máxima tal como qualquer outro processo de ensino e é reconhecido como tal pelo Estado Português, estando já cerca de 300 cursos disponibilizados pelas escolas e centros de formação, e 800 mil formandos que beneficiam ou beneficiaram deste programa.
Esta iniciativa foi uma iniciativa conjunta do Ministério da Educação e do Ministério do Trabalho e da Solidariedade Social portugueses, tendo sido anunciada e louvada diversas vezes pelo antigo Primeiro-Ministro José Sócrates e criticada pela oposição.
Com o governo de Durão Barroso (PSD) este processo estava enquadrado nos "Centros RVCC" (Reconhecimento, Validação e Certificação de Competências). Com o Governo de José Sócrates, estes centros foram reestruturados e passaram a designar-se "Centros Novas Oportunidades" e cada vez mais têm um papel de particular importância a nível da educação de adultos, visto ser através destes que todos os adultos se devem inscrever para frequentarem uma qualquer via de ensino básico ou secundário.
O programa foi criticado por vários sectores da sociedade portuguesa, sendo acusado de facilitista e limitar-se apenas a dar diplomas sem atribuir aos formandos novos conhecimentos ou competências. Henrique Medina Carreira classificou-o mesmo como  uma trafulhice de A a Z, uma aldrabice
Os Centros Novas Oportunidades encerraram definitivamente em 31 de Março de 2013, substituídos por Centros para a Qualificação e Ensino Profissional, com previsões de pleno funcionamento no início do ano letivo 2013-2014. 